# Ruunaa
L'area ricreativa di Ruunaa si trova a 30 km a nord-est della città di Lieksa, in Finlandia. 
Quest'area vanta 38 km di corsi d'acqua, con sei tratti di rapide, e inoltre ampie zone selvagge e incontaminate. Ruunaa è gestita dall'Ente parchi e foreste finlandese, che ogni anno ripopola le acque dell'area con oltre 6000 kg di pesce.